# Stemmeskrue
En stemmeskrue er et værktøj, der findes på de fleste typer strengeinstrumenter. De findes bl.a. på guitarer, diverse basinstrumenter (som el-bas og kontrabas), på violiner og pianoer / klaverer. 
En stemmeskrues egenskab er, at den kan bestemme en strengs stramhed, der både holder den enkelte streng på plads og giver den tone den har. Jo strammere streng, jo højere tone
.
Stemmeskruernes placering varierer. På en Gibsonguitar er der således tre stemmeskruer på hver side af hovedet, mens på en  Fenderguitar alle stemmeskruer er placeret på samme side..

## Billeder
- Stemmeskrue på en violin
- Guitar stemmeskruer
- Fender Telecaster stemmeskruer
- Stemning af et pianos strenge